# Colette Richarme
Colette Richarme, née le 24 janvier 1904 à Canton (Chine) et morte à Montpellier le 27 février 1991, est une artiste peintre française.

## Biographie
Colette Richarme est marquée par l'enfance singulière qu'elle a en Chine. Sa mère, initiée à l’art, la forme très tôt à l’observation de son environnement et au dessin. La mort subite de son père, négociant soyeux pour une firme anglaise, les oblige à rentrer en France juste avant la Première Guerre mondiale : vie austère à Lyon, puis Albertville où elle se marie en 1926. L’installation du couple à Paris en 1935 lui donne accès aux ateliers de l’académie de la Grande Chaumière où elle est la condisciple de Louise Bourgeois.
Mais c’est à Montpellier que débute vraiment sa carrière d’artiste. Elle y présente sa première exposition particulière en 1941. Dès l’après-guerre, elle entretient des liens désormais réguliers avec la capitale (expositions, salons) tout en participant activement à la vie artistique régionale.
Jusqu’à la fin de sa vie elle poursuit ses recherches dans le silence de son atelier languedocien.

## L’œuvre:huiles,dessinsetgouaches

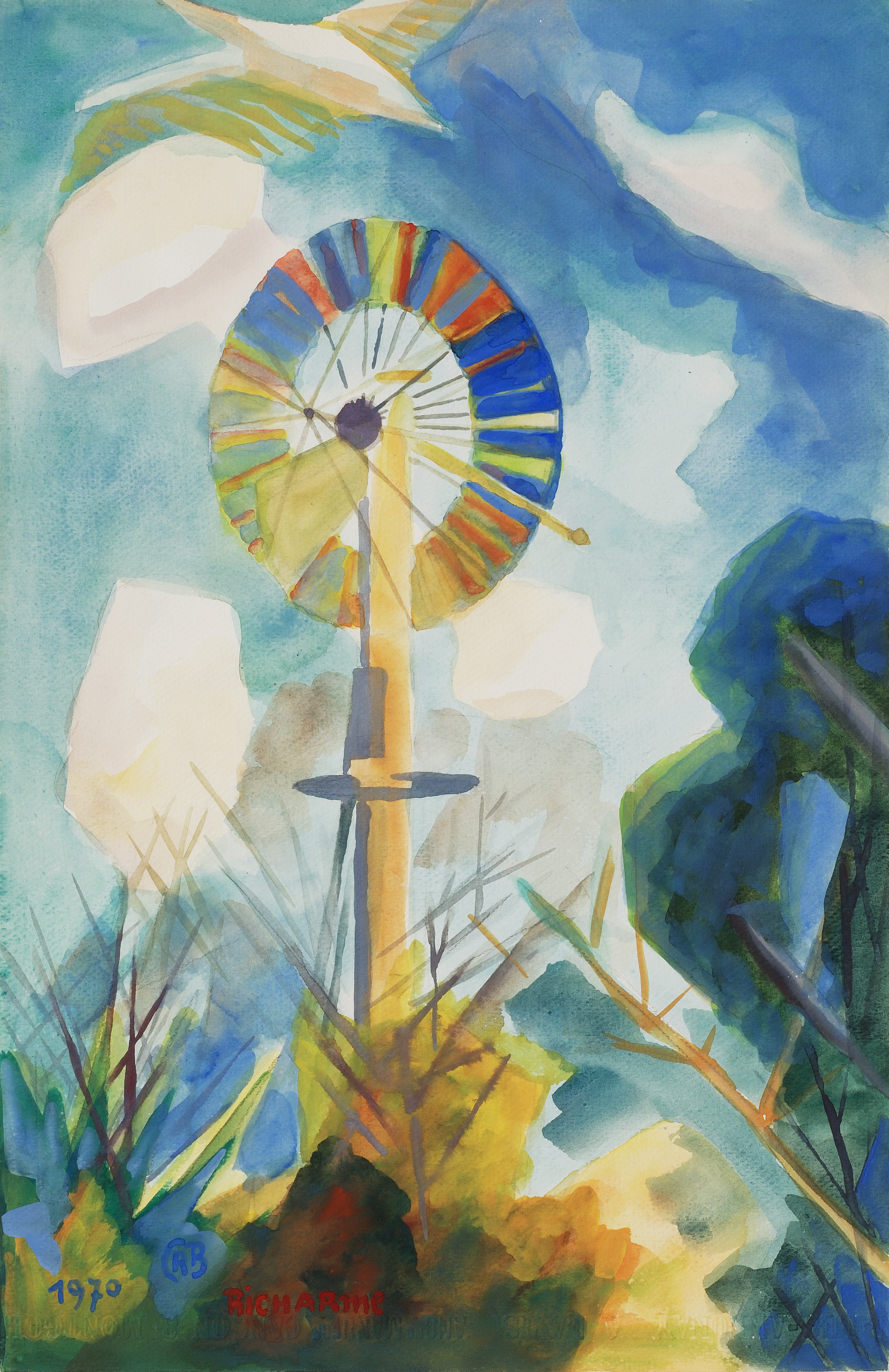
L'Éolienne plein ciel, 1970, gouache sur papier,.

« Richarme accompagne le développement du courant artistique de l’après-guerre en développant une œuvre picturale entre figuration et abstraction. […]  [Elle] a ainsi bâti une œuvre originale au processus d’élaboration complexe dans laquelle elle conjugue dessins, traitement de la ligne et études chromatiques… »

— Jérôme Farigoule, « De Poussin à Soulages, 20 ans d’acquisitions au musée Fabre, 1993-2013 »

## Citations de Richarme
« Il me semble que je suis une fontaine jaillissante, un jet d’eau qui, au départ, jaillit en colonne unique d’un blanc homogène, puis s’évase en éventail et retombe en filets séparés colorés diversement suivant le terrain rencontré. Ainsi l’œuvre peut-elle être diverse suivant l’instant qu’elle décrit ou la rencontre qu’elle affronte. Cette réflexion m’ouvre tous les chemins, toutes les sources d’inspiration les plus diverses. »

« La peinture peut-elle dépasser la forme extérieure des choses et des êtres ? Peut-elle rendre ce qui est en nous et n’a pas de contour, de couleur, de pesanteur ? »

« Les objets sont figurés, modelés mais pas d’une façon poussée comme ayant une réalité. Ils sont là comme prétextes à faire ressortir des surfaces de couleurs, des accents de lumière, des lignes dominantes choisies. »

« Ligne, forme, couleur sont abstraites dans mes constructions qui font large part à la déformation et à l’invention… mais pour l’amateur qui regarde, l’ensemble devient concret en évoquant chez lui un mouvement réel. »

« Je n’accepte qu’une très faible perspective mais je donne une grande importance aux « passages », à la direction des lignes, aux oppositions des clairs et des sombres, à la proportion et à une certaine géométrie. »

« Le « passage », élément de conciliation […] est une couleur de transition ou une suite de couleurs modulées qui participent de l’un et de l’autre de ces tons juxtaposés. Du « passage » dépendent la souplesse et l’unité de la coloration et parfois de l’apport poétique de la composition »

 (entretien avec Jean‑Pierre Rose, date-|janvier 1980).

« Il y a beaucoup d'art abstrait dans mon travail : c'est la carcasse. Une œuvre d'art, c'est un navire, dont la nef est bâtie comme une abstraction, extrêmement pure, aux lignes concordantes. »

## Expositions

### Expositions individuelles
- À Paris : Galeries Bruno Bassano, Jacob, 55, Arlette Chabaud, la Roue, Rond-Point des Champs Élysées, Freddy Noël, Danièle Drouant
- À Montpellier : de son vivant, expositions régulières tous les 2 ans de 1941 à 1989
- À Albertville, Avignon, Bagnols-sur-Cèze, Béziers, Cannes, Grasse, Lyon, Nîmes, Perpignan, Pont-Saint-Esprit, Sète, Villeneuve-lez-Avignon
- À Pézenas, "Une peintre dans le siècle" est une rétrospective de son oeuvre présentée au musée de Vulliod Saint-Germain (12 mai au 5 novembre 2023)

### Expositions de groupe
- Salons parisiens : Les Artistes Français, Salon d’Automne, Société nationale des beaux-arts, les Indépendants, Société de dessin de l’école française
- Galeries parisiennes : Galerie Welter, Galerie de l’ouest, Galerie Besnard, Galerie Christiane Vincent
- En province : Angers, Antibes, Avignon, Bédarieux, Bonnieux, Bourges, Cannes, Castres, Cavaillon, Céret, Châteauneuf-du-Pape, Clermont-Ferrand, Dijon, Évian, Fontaine-de-Vaucluse, Grandvilliers, Juvisy-sur-Orge, La Grange de Meslay, Lamalou-les-Bains, Lavérune, L’Isle-sur-Sorgues, Lyon, Macon, Menton, Montauban, Montélimar, Montpellier, Narbonne, Nice, Nyons, Orange, Sète, Toulouse, Vaison-la-Romaine, Valréas, Vichy, Villefranche-sur-Mer, Villeneuve-lez-Avignon.

## Musées
- Musée Fabre, Montpellier (Hérault), 104 œuvres et trois carnets ;
- Musée Paul-Valéry, Sète (Hérault), 88 œuvres et 7 carnets ;
- Musée d’Art sacré du Gard, Pont-Saint-Esprit (Gard), 78 œuvres ;
- Musée Albert-André, Bagnols-sur-Cèze (Gard), 34 œuvres ;
- Musée Hofer-Bury[10], Lavérune (Hérault), deux œuvres ;
- Musée Atger, Montpellier (Hérault), 80 dessins ;
- Musée Calvet, Avignon (Vaucluse), une œuvre ;
- CAPC Musée d’Art Contemporain, Bordeaux (Gironde), une œuvre ;
- Centre de la mémoire, Oradour-sur-Glane (Haute-Vienne), un ouvrage.

## Publications (livres illustrés)
- Oscar Wilde, Salomé, Montpellier, les Cent Regards, 2010
- La Danse, Montpellier, les Cent Regards, 2011
- Équivalences plastiques, 9 poèmes de Stéphane Mallarmé, Montpellier, les Cent Regards, 2011
- Oradour, Montpellier, les Cent regards, 2011
- Savoie, dessins, gouaches et huiles 1920-1987, Montpellier, les Cent Regards, 2012
- Léda, Montpellier, les Cent Regards, 201
- Colette Richarme (1904-1991) : une artiste en quête d’absolu, dirigé par Jean-Luc Bourges et Régine Monod, Montpellier, Deuxième époque, 2022

### Sources
- Dictionnaire critique et documentaire des peintres, sculpteurs, dessinateurs et graveurs de tous les temps et de tous les pays par un groupe d'écrivains spécialistes français et étrangers, Bénézit, Oxford University Press, 2011
- Dictionnaire de biographie héraultaise, Pierre Clerc et al., Nouvelles Presses du Languedoc, 2006 et 2009